# Nexus S
Nexus S — другий смартфон, розроблений Google. Пристрій виробляється південнокорейською компанією Samsung. Продажі телефону у США почалися 16 грудня 2010.

## Зовнішній вигляд
На передній панелі телефону розташований екран діагоналлю 4 дюйми з вигнутим склом. На пристрої немає трекбола і джойстика, їх місце займають чотири сенсорні клавіші навігації. На задній панелі розташована 5 Мп камера зі спалахом.

## Технічні характеристики
Nexus S працює під управлінням операційної системи Android, він став першим пристроєм, що використовує Android 2.3 Gingerbread.
Для продажів у США телефон оснащується 4 дюймовим сенсорним WVGA SuperAMOLED-дисплеєм, до Росії ж смартфон поставлявся з Super Clear LCD-екраном. Смартфон має дві камери: 5 Мп на задній панелі і VGA на передній. Апарат не підтримує картки пам'яті, але має 16 ГБ вбудованої і ARM процесор Cortex A8 (Hummingbird), що працює на частоті 1 ГГц.
Nexus S може працювати в мережах GSM і UMTS, а також оснащений модулями Wi-Fi, Bluetooth 2.1 і GPS з підтримкою A-GPS. Пристрій також підтримує технологію бездротового зв'язку NFC, що дозволяє використовувати смартфон для здійснення мікроплатежів.

## Цікаві факти
- У магазині «Best Buy» у Сан-Карлосі, штат Каліфорнія був встановлений 42-дюймовий прототип пристрою, що володіє тими ж функціями, що й оригінал.
- На офіційному сайті заявляється, що телефон має вигнутий екран, насправді ж вигнуто тільки скло, а AMOLED-дисплей і сенсорна підкладка плоскі.